# Señorío de Tilantongo
Tilantongo es el nombre del principal centro político de la Mixteca Alta (Oaxaca) durante el Posclásico mesoamericano. La ocupación del área cercana al sitio muestra indicios de ocupación desde el Preclásico Medio, como lo demostraron las excavaciones de Alfonso Caso Andrade en Monte Negro. 

## Toponimia

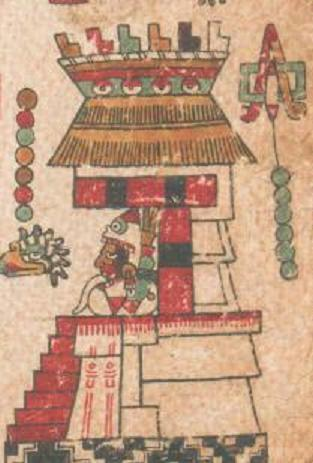
Tilantongo-Templo del Cielo. La cenefa en blanco y negro en la imagen se lee Ñuutnoo, y el templo sobre ella es el Huahi Andehui (Templo del Cielo), como indican los ojos estelares en el techo del mismo. En el interior se encuentra el bulto sagrado de 9 Viento Serpiente emplumada.

Tilantongo parece ser la traducción al náhuatl del topónimo original en mixteco. Tillantonco significa 'en el pequeño lugar negro' (< tlillan 'negro)', -ton diminutivo, -co locativo). En mixteco, este sitio era conocido como Ñuutnoo-Huahi Andehui que significa 'Lugar negro-Templo del cielo'.

## Historia
Los primeros indicios de ocupación humana en la región de Tilantongo se remontan al período Preclásico Tardío (ss. VII (Fecha de inicio: 601 d. C. Fecha final: 700 d. C.; a. C.-II d. C.), y corresponden al sitio conocido como Monte Negro, que fue explorado por Alfonso Caso en la década de 1930. En la década de 1960, el equipo de Caso (que integraba a Jorge Acosta, entre otros) descubrió un conjunto de edificaciones en ruinas en la cabecera de Santiago Tilantongo. De acuerdo con los descubrimientos realizados por Acosta y Caso, este último determinó que Tilantongo fue un sitio tardío en la Mixteca, contemporáneo con las fases IV y V de Monte Albán.
El apogeo de Tilantongo es conocido por los códices mixtecos precolombinos —existen cuatro: Nuttall, Colombino, Vindobonensis y Becker I—. Entre el siglo XI y el siglo XII estuvo asociado a la biografía de 8 Venado, quien nació en 1063 del segundo matrimonio del sacerdote del Templo del Cielo que se localizaba en Tilantongo. En 1072, el Señor 2 Lluvia (de un año de edad) fue reconocido como gobernante de Tilantongo. Tras su muerte en 1096, comienza una serie de disputas por el poder de Tilantongo, ya que 2 Lluvia no dejó sucesor. En la disputa participaron 8 Venado —que ocupaba el gobierno del señorío de Tututepec— y sus familiares, a los que venció en 1098. Desde Tilantongo, 8 Venado emprendió una serie de conquistas militares en la Mixteca Alta. Venció a sus principales oponentes, los gobernantes de Lugar del Bulto de Xipe —su medio hermano, su esposa 6 Mono y sus tres hijos, a los que ordenó sacrificar—. A la muerte de 8 Venado, Tilantongo quedó bajo el mando de su primer hijo, 6 Casa.